# ウィルミントン伯爵

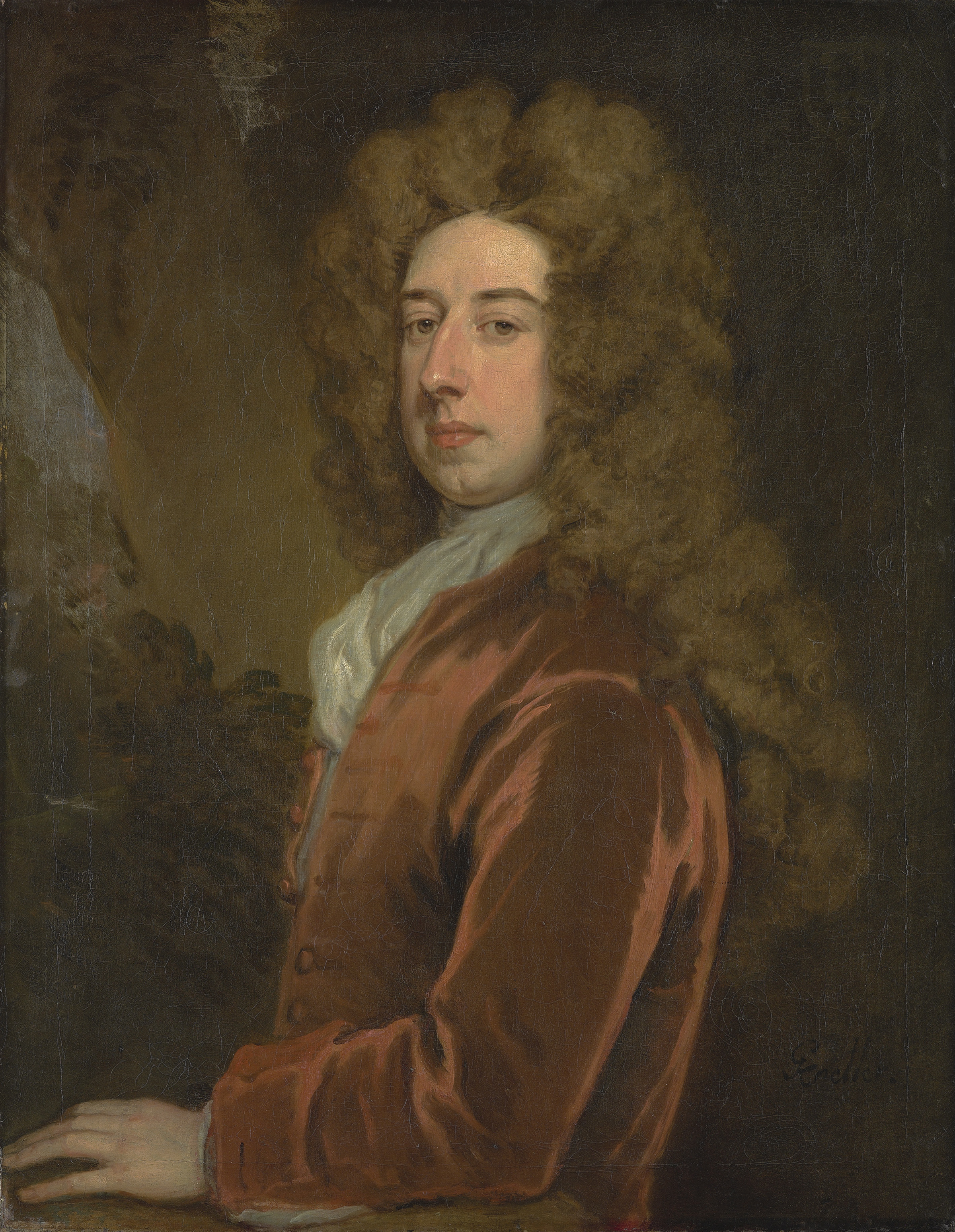
初代ウィルミントン伯爵スペンサー・コンプトン

ウィルミントン伯爵（英: Earl of Wilmington）は、かつて存在したイギリスの伯爵位。グレートブリテン貴族。
1742年から1743年にかけて首相を務めたホイッグ党の政治家スペンサー・コンプトンが1730年に叙されたことに始まる爵位。しかし彼一代で絶えている。

## 歴史
第3代ノーサンプトン伯爵ジェームズ・コンプトンの第3子でホイッグ党の政治家だったスペンサー・コンプトン(1674頃–1743)は、1728年1月8日にグレートブリテン貴族爵位「サセックス州におけるウィルミントンのウィルミントン男爵(Baron Wilmington, of Wilmington in the County of Sussex)」に叙され、ついで1730年5月14日に「ウィルミントン伯爵 Earl of Wilmington)」と「サセックス州におけるペヴァンゼイのペヴァンゼイ子爵 (Viscount Pevensey, of Pevensey in the County of Sussex)」に叙せられた。彼はウォルポールの辞職後の1742年から1743年にかけて首相を務めたことで知られる（ただし実質的な首相は第2代カートレット男爵ジョン・カートレットだった）。
しかし彼には子供がなかったため、彼の死とともに爵位は絶えた。
なお1812年には甥の孫にあたる第9代ノーサンプトン伯爵チャールズ・コンプトンがノーサンプトン侯爵に叙せられた際に一緒にウィルミントン男爵の爵位を新規に与えられている。

## 一覧

### ウィルミントン男爵 (1728年)
- 初代ウィルミントン男爵スペンサー・コンプトン (1674頃–1743)
  - 1730年にウィルミントン伯爵に叙される

### ウィルミントン伯 (1730年)
- 初代ウィルミントン伯スペンサー・コンプトン (1674頃–1743)
  - 彼の死とともに全爵位廃絶